# Tomasz Stusiński
Tomasz Stusiński (18 de septiembre de 1976) es un deportista polaco que compitió en esgrima, especialista en la modalidad de sable. Ganó una medalla de oro en el Campeonato Europeo de Esgrima de 1998, en la prueba por equipos.

## Palmarés internacional
| Campeonato Europeo | Campeonato Europeo | Campeonato Europeo | Campeonato Europeo |
| Año                | Lugar              | Medalla            | Prueba             |
| ------------------ | ------------------ | ------------------ | ------------------ |
| 1998               | Plovdiv (Bulgaria) | Medalla de oro     | Sable por equipos  |